# VIPR2

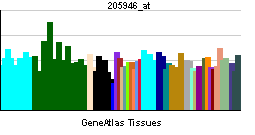
Padrão de expressão gênica do gene VIPR2.

O gene VIPR2, conhecido como receptor de VIP (Peptídeo Intestinal Vasoativo) tipo 2, desempenha um papel crucial na regulação de diversas funções fisiológicas. Localizado em um cromossomo específico, o VIPR2 codifica um receptor acoplado à proteína G (GPCR), composto por sete domínios transmembranares, característicos dessa família de receptores. Sua expressão ocorre em diversos tecidos, incluindo o sistema nervoso central, trato gastrointestinal e sistema cardiovascular.
A principal função do VIPR2 é mediar a ação do VIP, um neuropeptídeo com efeitos variados no organismo. O VIP influencia a motilidade gastrointestinal, promove o relaxamento do músculo liso e desempenha um papel na regulação do sistema imunológico. Alterações no gene VIPR2 ou nas vias de sinalização do VIP podem estar associadas a uma variedade de condições fisiológicas e patológicas.

A pesquisa contínua sobre o VIPR2 busca aprofundar nosso entendimento sobre suas funções específicas e seu papel em diferentes aspectos da saúde humana. A compreensão mais detalhada do gene VIPR2 pode contribuir para o desenvolvimento de abordagens terapêuticas em condições relacionadas, como distúrbios gastrointestinais, neuropsiquiátricos como a esquizofrenia e outras condições onde a regulação neuroendócrina desempenha um papel significativo.